# سیاهرگ‌های قلبی پیشین
سیاهرگ‌های قلبی پیشین یا وریدهای قدامی قلب (یا سیاهرگ‌های پیشین بطن راست) شامل تعداد متغیری از رگ‌های کوچک، معمولاً بین دو تا پنج عدد، هستند که خون را از جلوی بطن راست قلب جمع‌آوری کرده و به دهلیز راست باز می‌شوند. سیاهرگ مرزی راست اغلب به دهلیز راست باز می‌شود، و بنابراین گاهی به‌عنوان یک رگ متعلق به این گروه در نظر گرفته می‌شود.
برخلاف اکثر سیاهرگ‌های قلبی، سیاهرگ‌های قلبی پیشین به سینوس تاجی (کرونری) ختم نمی‌شوند. در عوض، این سیاهرگ‌ها مستقیماً به دیواره قدامی دهلیز راست تخلیه می‌شوند.